# Historia de Pomerania
La historia de Pomerania comienza poco antes del año 1000 con la progresiva conquista de los recientemente llegados gobernantes polanos occidentales. Antes de que esa zona estuviera documentada hace cerca de dos mil años como Germania, y en la modernidad se divide entre Alemania y Polonia. El nombre Pomerania viene del eslavo po more, que significa Tierra junto al mar.
El asentamiento en la zona empezó al final de la Glaciación vistuliana, hace alrededor de 13.000 años. Se han encontrado restos arqueológicos de varias culturas durante las edades de Piedra y de Bronce, de venetos y pueblos germánicos durante la Edad del Hierro y, en la Edad Media, tribus eslavas y vikingos. A partir del siglo X, los piastas de Polonia en varias ocasiones adquirieron partes de la región desde el sureste, mientras que el Sacro Imperio Romano Germánico y Dinamarca alcanzaron la región aumentando su territorio hacia el oeste y el norte.

El ducado de Pomerania en 1400, con los territorios colindantes.

En la Alta Edad Media, la zona se cristianizó y fue gobernada por duques locales de la Casa de Pomerania y los sambóridas, en varias ocasiones vasallos de Dinamarca, el Sacro Imperio Romano Germánico y Polonia. Desde finales del siglo XII, el ducado de Pomerania griffin permaneció dentro del Sacro Imperio Romano Germánico y el principado de Rugia con Dinamarca, mientras Dinamarca, Brandeburgo, Polonia y los Caballeros Teutónicos se disputaron la Pomerelia sambórida. Los caballeros teutónicos tuvieron éxito a la hora de anexionar Pomerelia a su estado monástico a principios del siglo XIV. Mientras tanto, comenzó el Ostsiedlung (expansión alemana hacia el este") para volver Pomerania un área poblada por alemanes; los wendos que quedaban, que pasaron a ser conocidos como eslovincios y casubios, continuaron poblando el este rural. En 1325 la línea de los príncipes de Rugia (Rügen) se extinguió, y el principado fue heredado por la casa de Pomerania, ellos mismos implicados en el conflicto pomeranio-brandeburgués sobre la superioridad en sus a menudo internamente dividido ducado. En 1466, con la derrota de la Orden Teutónica, Pomerelia se convirtió en súbdito de la Corona polaca como parte de la Prusia Real. Mientras el ducado de Pomerania adoptó la reforma protestante en 1534, Casubia permaneció católica. La guerra de los Treinta Años y otras posteriores arrasaron y despoblaron la mayor parte de Pomerania. Con la extinción de la casa Griffin en la misma época, el ducado de Pomerania fue dividido entre el Imperio sueco y Brandeburgo-Prusia en 1648.
Prusia ganó las partes meridionales de la Pomerania sueca en 1720. Ganó el resto de la Pomerania sueca en 1815, cuando la ocupación francesa durante las guerras napoleónicas fue levantada. La antigua Brandeburgo-Pomerania prusiana y las anteriores partes suecas fueron reorganizadas en la provincia de Pomerania prusiana, mientras Pomerelia en las particiones de Polonia fue convertida en parte de la provincia de Prusia Occidental. Con Prusia, ambas provincias se unieron al recientemente constituido Imperio alemán en 1871. Después de la derrota del emperador en la Primera Guerra Mundial se convirtió en parte de la Segunda República Polaca (Corredor polaco) y fue creada la Ciudad Libre de Danzig. La provincia alemana de Pomerania fue ampliada en 1938 para incluir partes septentrionales de la antigua provincia de Posen-Prusia Occidental, y en 1939 los anexionados territorios polacos pasaron a formar parte de la Alemania nazi conocida como Reichsgau de Danzig-Prusia Occidental. Los nazis deportaron a los judíos pomeranios a una reserva cerca de Lublin y asesinatos masivos de judíos, polacos y casubianos en Pomerania, planeando finalmente exterminar judíos y polacos y germanizar a los casubianos.
Después de la derrota de la Alemania nazi en la Segunda Guerra Mundial, la frontera germano-polaca se desplazó hacia el oeste de la línea Óder-Neisse y toda Pomerania fue colocada bajo control militar soviético. La zona al oeste de la línea pasó a ser Alemania del Este, las otras zonas parte de la República Popular de Polonia. La población alemana de las zonas al este de la línea fue expulsados, y la zona fue repoblada principalmente con polacos (algunos de ellos expulsados de la antigua Polonia oriental) y algunos ucranianos (reasentados bajo la Operación Vístula) y judíos. La mayor parte de Pomerania Occidental (Vorpommern)  forma hoy la parte oriental del estado de Mecklemburgo-Pomerania Occidental en la República Federal de Alemania, mientras la parte polaca de la región está dividida entre Voivodato de Pomerania Occidental y Voivodato de Pomerania, con sus capitales en Szczecin y Gdańsk, respectivamente.